# Порождение ада (фильм, 1994)
«Порождение ада» (англ. Hellbound, другие названия: «Посланец ада», «Шагнувший в ад», «Прямиком в ад») — американский мистический боевик 1994 года режиссёра Аарона Норриса с Чаком Норрисом в главной роли. Премьера фильма состоялась 21 января 1994 года.

## Сюжет
Крестоносец Ричард Львиное Сердце заключил в склеп наместника Сатаны на Земле Просатаноса. Однако в 1951 году демон был случайно освобождён расхитителями гробниц. Освобождённый Просатанас начинает готовить почву для прихода Сатаны. Для этого ему необходимо собрать воедино девять частей скипетра, а затем окропить его королевской кровью. С ним сталкивается чикагский полицейский, который напал на след служителя Сатаны после убийства израильского раввина.

## В ролях
- Чак Норрис — Фрэнк Шаттэр
- Кэлвин Левелс — Кэлвин Джексон
- Кристофер Ним — Локли
- Шири Уилсон — Лесли
- Дэвид Робб — король Ричард
- Чери Франклин — капитан Халл
- Джек Мессингер — Махоуни